# 卡爾內瓦 (加利福尼亞州)
卡爾內瓦（英語：Calneva）是位於美國加利福尼亞州拉森縣的一個非建制地區。該地的面積和人口皆未知。

## 地理
卡爾內瓦的座標為40°09′10″N 120°00′32″W / 40.15278°N 120.00889°W，而該地的平均海拔高度為1222米（即4009英尺）。